# Julián Caballero Vacas
Julián Caballero Vacas (Villanueva de Córdoba, 1894 - Umbría de la Huesa, 11 de juliol de 1947) fou un lluitador antifranquista andalús.

## Biografia
Va treballar al camp des de petit i va aprendre a llegir als centres obrers. Fou un dels fundadors, juntament amb María Josefa la Mojea de la secció del PCE a Villanueva de Córdoba, i fou empresonat el 1935. Alliberat arran de la victòria del Front Popular a les eleccions generals espanyoles de 1936, en febrer és escollit alcalde de Villanueva de Córdoba. Recuperà l'alcaldia el 24 de juliol de 1936, un cop les forces republicanes s'imposaren a les que perpetraren el cop d'estat del 18 de juliol. A començaments de 1939 és nomenat comissari polític al front de Pozoblanco i l'abril de 1939 s'incorpora al maquis.
Després de la invasió de la Vall d'Aran de 1940 organitza diversos maquis en el grup anomenat Los Parrilleros, juntament amb Manuela Díaz Cabezas La Parrillera. El 1945 és escollit amb Dionisio Tellado, cap de la Tercera Agrupació Guerrillera de Còrdova, amb María Josefa com a ajudant de la Caserna General, segons l'organigrama que Moreno Gómez publica el 1987, on recull l'estructura de la guerrilla.
La nit del 10 a l'11 de juny de 1947, la 3a Divisió preparava a Huesa de Villaviciosa una trobada en el qual Julián Caballero seria abatut a tirs, amb María Josefa i tres companys més, Librado Pérez Díaz, Melchor Ranchal Rísquez i Ángel Moreno Cabrera. El seu cos i el de La Mojea foren colpejats i arrossegats, i van ser traslladats a Villanueva i exposats a la plaça. Posteriorment foren enterrats en la fossa comuna.